# Source Saint-Hubert de Lemberg
Le Pompöserbronn (en français Source Saint-Hubert) est un rocher de la forêt communale de Lemberg et du département français de la Moselle.

## Histoire
La paroi d'un rocher au pied du Schlossberg, dans la forêt de Boneckel, est décorée d'un bas-relief. Le relief, assez érodé, représente deux personnages debout : Diane, déesse de la forêt et de la chasse, chaussée de hautes bottines, accompagné d'un dieu indéterminé, drapé, tenant de la main gauche une haste. Ces deux personnages sont entourés de divers animaux : un chien est debout devant la tête d'un cheval ou d'un aurochs, deux sont assis, celui de gauche, près d'un arbre, tourne la tête, et le quatrième joue avec un sanglier. À l'extrême droite du rocher on peut observer un combat de cerfs.
Ce bas-relief est connu dans la région sous le nom de Pompöserbronn ou source de Saint-Hubert, fontaine due à Pompée. Plus vraisemblable est l'interprétation qu'en donne n'importe quel bûcheron, à savoir celle d'un personnage portant des culottes bouffantes, appelées en dialecte Bombhose (pumphose), se référant à la tunique de grosse toile portée par Diane.